# ボボボーボ・ボーボボの登場キャラクター
ボボボーボ・ボーボボの登場キャラクター（ボボボーボ・ボーボボのとうじょうキャラクター）では、澤井啓夫の漫画『ボボボーボ・ボーボボ』、およびそれを原作にしたテレビアニメに登場したキャラクターを列挙する。
担当声優は特記無い限りテレビアニメ版のキャスト。

## ボーボボの仲間
ボーボボは自分と旅の仲間たちの集団を第一部では『ボーボボ組』、第二部では『真説ボーボボ組』と称している。敵対勢力からは主に『ボーボボ一味』と呼ばれている。

### 9極戦士
以下の9人はゲーム『ボボボーボ・ボーボボ 9極戦士ギャグ融合』で操作キャラクターだったため、記事ページで「9戦士」、「9強戦士」、「9極戦士」（きゅうきょくせんし）などと総称された。
ボボボーボ・ボーボボ
声 - 子安武人（子供時代 - 木内レイコ）/ 水木一郎（ハジけ祭）
本作の主人公。7代目鼻毛真拳伝承者。

融合戦士
鼻毛真拳を利用して、ボーボボが他のキャラクターと合体した戦士。

ビュティ
声 - 野中藍 / 榎本温子（ハジけ祭）
年齢は14歳。身長153cm。体重40kg。血液型はO型。誕生日は12月24日。山羊座（アニメでは12月4日生まれの射手座）。趣味はショッピング。特技は料理。好物はハンバーガー。碧眼。チャームポイントは「ピンクの髪」。原作では戦闘には参加しないが、一部のゲーム版では戦闘メンバーとして加わることもある。
第一話でボーボボと出会い、ある理由から行動を共にする謎のピンク髪少女。この漫画の重要なツッコミ役で、一部の記述では唯一まともな人間だがあまりの周りのボケ振りに極稀にボケることもある。特にZブロック基地戦では途中から周囲の状況についていけずに混乱し、ヘッポコ丸や首領パッチが代わりにツッコミをしていた。優しい性格のしっかり者でネコ好きだが、怒ると非常に怖く時折暴虐な言動も見せる。特にOVER戦では天の助を食べてビュティに吐き出した首領パッチに素早い動きで鎖鎌攻撃を繰り出した。下ネタが大嫌いで、キラリーノやサービスマンを極度に嫌っている。服装は第1部と『真説』で替わっているが、ヘソ出し、ハートの装飾付のベルトをした長ズボン、緑色の球型のイヤリングと黒い腕輪は共通。なお作者はこのファッションを時代設定（300X年）に合わせたセンスと認識している。
非戦闘員。そのため、血を吐く描写が極端に少なく、自ら戦闘の場にでることはほとんどない。何度か危機に陥ったことはあるものの、ボーボボやヘッポコ丸たちに助けられている。しかしMAX清川により操られたボーボボに肉を食べさせたことが原因で「リキラリアット」を食らったり、何故か首領パッチにダンクで叩きつけられた時は血を吐いていた。
ヘッポコ丸からは好意を寄せられているが、ビュティ本人にその自覚は無い。しかし『真説』では、ビュティもヘッポコ丸に好意を寄せているような描写がされている。
読み切り版や連載初期は時折男口調だった（例：「アンタすげーな」「くそっ放せよ！」「どうしたんだお前？」など）が、連載が進むにつれそのような口調は怒った時のみに限られていった。アニメ版では当初から一貫して女の子らしい口調となっている。
名前の由来は1999年度アカデミー賞受賞作『アメリカン・ビューティー』から（名前を考えているときに近くにこの映画のポスターがあったことによる。作者が実際に映画を見たのは連載開始後であり、キャラクターデザイン自体は映画と無関係）。
実はソフトンの妹である（「新・毛の王国」編のゆうこ戦で判明）。ボーボボに同行した「ある理由」とは、兄を探すためだった。『真説』の最終回では兄探しに加え「ハジケた冒険がしたかった」という、ボーボボらに同行した真の理由が明かされた。
第1部ラストのビービビとの戦いの終結後は、束の間の平和を楽しみ、『真説』の最終回でボーボボと別れ、ヘッポコ丸と行動を共にしていた。
構想当初、この作品のメインツッコミ役は男性（ビュティいわくヘッポコ丸）だったが、担当の助言で女性キャラクターに変えた。当時は作者本人の画力が足りず服装をスカートでなくズボンにしたらしい。髪型と服装は作者いわく「跳んだり跳ねたりできるように」したようである。
作者は当初女の子を描く自信が無かったのだが、「女の子を描けるか？」という問いに対し「これで無理と言ったら連載出来ない」と思い「描ける」と返答した。その直後に設定されたのがビュティである。またアニメ化した彼女を見て、「ずば抜けて可愛くなった」とも評している。
スピンオフ作品『ふわり!どんぱっち』にも主要キャラクターとして出演している。
首領パッチ（ドンパッチ）
声 - 小野坂昌也 / 山口勝平（ハジけ祭）
元ハジケ組の親分にしてハジケリスト。ボーボボの一番の相方的存在。
スピンオフ作品『ふわり!どんぱっち』『ほんのり!どんぱっち』にも主要キャラクターとして出演している。

ヘッポコ丸（ヘッポコまる）
声 - 進藤尚美 / 保志総一朗（ハジけ祭）
16歳（アニメでは15歳）。身長163cm（アニメでは160cm）。体重55kg（アニメでは51kg）。血液型はA型。誕生日は2月28日。魚座（アニメでは9月23日生まれの天秤座）。趣味は読書（バトル関連）。特技はオナラ真拳と歌（オナラで）。好きな物は熱いバトル。嫌いな物はタニシ。チャームポイントは「首輪」。白髪で、美形の部類に入る少年。あだ名は「へっくん（ビュティ命名）」。オナラをした時の擬音は「ボフッ」。
オナラを操り敵を攻撃するオナラ真拳の使い手。軍艦率いる毛狩り隊に襲われた故郷のプップーシティを救ってもらうため、ボーボボと行動を共にする。一見クールに見えるが、実は熱い性格。つっこむ時が多いが、周りの空気にのせられてボケることもしばしば。真の力を封印するための首輪を外すとあまりの威力に人格に影響が出てしまい、赤ちゃんのようになってしまう。『真説』では体格も完全に乳児化し、服が破れて紙オムツ姿になる上に、元に戻ってもその格好のまま。
真拳使いとしては未熟であり、幾多の修行や闘いを通すうちに、真拳使いとして大きく成長していく。
超バトルオタクで、プロレスのような実況解説をとり行うことも多い。本人曰く、5歳の時に膨大なバトルの歴史が詰まった本に出会ったのがきっかけらしい。
ビュティのことが気になっており（アニメ序盤ではその描写が多数追加されており原作に比べ彼女へのアプローチが積極的）、『真説』によると相思相愛のようである。強くなりたいと願っているため、ボーボボやソフトンの強さに憧れているが破天荒のことは気に食わない。ビュティがいない時の重要ツッコミ役。天の助とは「とこ屁組」でいいコンビ。また、両親は別居しているようで、『真説』で登場するポコミは住居の違う妹である。
軍艦を撃破した後も、己の実力を鍛えるためにボーボボと行動を共にし続けることに。ビービビとの戦いの終結後は、修行のために一旦故郷に戻る。
『真説』では、ツルリーナ3世にポコミを人質に取られ、ネオAブロック隊長となっていた。服装は、黒いジャケットに変わった。オナラ真拳は修行によって覚醒オナラ真拳へとパワーアップしており、人格崩壊を引き起こすオナラ真拳の力は完全に制御され、セーフティとなっていた首輪も外されていた。バブウに善良な心を破壊する薬「善滅丸」を飲まされており、本気でボーボボたちと戦う。さらに善滅丸を2錠使い、邪王ヘッポコ丸に変身してまで戦うが、最後は真説・ボボパッチの手により正気に。その直後バブウ戦でビュティを庇って全治6ヶ月の大怪我を負い入院、ボーボボたちに妹救出を託す。
自分の心の弱さを知り、ボーボボたちが戻って来た頃には修業の旅に出た。後にかまらとの戦闘中に合流し、ボーボボ組に復帰。首輪も再装着（白色の首輪）し、ポコミと話し慣れているナメ郎に怒りを見せるなどシスコンキャラの設定も追加された。
『真説』の最終回では、ビュティと共に旅をしていた。
天の助がレギュラー化した連載2年目中盤あたりから戦闘での出番が減少していったものの同じ系統のキャラクターとしてはビュティに読者人気投票で負けたことはなく、主人公ボーボボにも4回中1回しか負けていないなど、人気投票では常に上位であり、首領パッチに次ぐ人気キャラクターであり、4回目の人気投票では首領パッチにわずか17票差に迫った。また、ビュティと田楽マンを除くメンバーの中で唯一3狩リアに参加しなかった（決死・毛4ケシバトルには1度参加しているが、ほとんど見せ場が無かった）。
読みきり版では使う真拳は同じだったが、性格は冷徹な世界一の殺し屋という設定でギャグがほとんどないキャラクターだった。
ソフトン
声 - 緑川光
とぐろ状の頭をした謎の男。25歳。身長185cm。体重60kg（アニメで62kg）。A型。誕生日は8月26日。乙女座（アニメでは8月5日生まれの獅子座）。趣味はヨガ。特技はバビロン真拳とソフトクリーム作り。好きな物はバビロン神。嫌いな物は志なき者。最近嬉しかった事はボーボボたちと出会った事。尊敬する人はバビロン神。座右の銘は「愛」。
バビロン真拳の使い手。職業はソフトクリーム屋。常に冷静沈着で真面目だが、たまに真顔でボケる天然ボケ。原型はデビュー作に出てきたキャラクターの使い回しである。当初は毛狩り隊Cブロック基地の漆黒の間の番人として登場し、ボーボボと闘うも敗れる。その後軍艦と決戦の際、ボーボボたちに仲間に誘われる。一度は拒むもビュティが攫われたことを知ると仲間に加わる（その理由は後述）。とぐろ状の頭部はよくウンコと間違われるが、ウンコかソフトクリームかは、本人にも分からないらしい。公式サイトには「あくまでも、チョコレートまたは、イチゴ味のソフトクリーム」と掲載されていた。
後にJから黒太陽の力を授り、バビロン真拳を黒太陽バビロン真拳に進化させるも、ランバダ戦以外で使われることは無かった。ゆうこ戦終了後、ゆうこのバビロンの力を吸収しパワーアップした証として、頭部のとぐろが一巻き増えた（『真説』では元の三段に戻っている）。原作では頭部は茶色かったが、アニメではピンクに変更に（原作では主に首領パッチが連呼していた「ウンコ」発言はアニメではNGで、ほとんどが「ピンクのぐるぐる頭」もしくは「とぐろ」に差し替えられた）。ただし、ゲーム版ではボイス付きで「ウンコオオオ！」と発言したことがある。
その正体はビュティの兄であり、真の姿は長髪の美男子。連載終了後未だに本名、素性は不明。ビュティの前から姿を消した理由も不明のままだった。序盤からビュティと何らかの関係があることをほのめかす描写はいくつかあったが、（本編ではギャグ扱いされる）この漫画のノリ上、かなり後回しになったらしい。
ビービビとの戦いの終結後は、再び（タクシーで）バビロン界へと戻っていった。『真説』では、東京マルハーゲ23区編から登場。東京マルハーゲ23区について偵察をするために北区にある雨水の城に忍び込み、その後ボーボボたちと合流した。
ところ天の助（ところてんのすけ）
声 - 園部啓一 / 長嶝高士（ハジけ祭）
元毛狩り隊Aブロック隊長。プルプル真拳の使い手。

破天荒（はてんこう）
声 - 岸尾だいすけ / 保志総一朗（ハジけ祭）
ボーボボの幼馴染で同じ毛の王国の生き残り。カギ真拳の使い手で、ハジケ組の一員にして首領パッチの子分。24歳。身長189cm。体重65kg。O型。誕生日は7月3日の蟹座。趣味は空をボ～っと眺める事。特技はカギ真拳と鍵の修理と分解。好きな物は首領パッチ。嫌いな物は魚雷ガール。
5年前、魚雷ガールにぶっ飛ばされ（後述の殺印もこの時につけられた）死にかけていた所を首領パッチたちハジケ組に助けられ、それ以来、ハジケ組の一員として首領パッチを「親びん」と呼び、彼のハジケの「器の大きさ」に心酔している。ハジケ組の中では一番の格下でコパッチたちにも敬語を使う。普段は無口で無愛想でイマイチ協調性に欠ける、この漫画の中ではシリアス寄りのキャラクターだが、首領パッチが絡んだ途端ハジケ組の一員としてハジけまくり、首領パッチの言うことだけはよっぽどのことが無い限り逆らわない。金髪赤眼。ボーボボたちと出会った時には魚雷ガールの殺印に蝕まれていたが、ボーボボたちが魚雷ガールを倒したことにより殺印から解放される。その後本格的に旧毛狩り隊との戦いに突入した際に再会、正式に一行の仲間（7人目の戦士）入りを果たす。
初登場時はツルリーナ4世の命でボーボボたちを邪血館におびき寄せたりと、謎の多い人物であった。作者によれば、「ストーリーの鍵となる人物」とのことだったが連載終了までその設定は生かされなかった模様。裏マルハーゲ帝国との戦い終結後、ブーブブの命令によりボーボボたちを新・毛の王国へと誘った。ビービビとの戦いの終結後は、バーババを捜すため、またハジケ組の名を広めるために宇宙へと向かった。
『真説』からは服が長袖に変わり、服の色が白になった。海辺で首領パッチと再会し、彼に認められる。魚雷ガールに弟子と言われたが、本人は否定している。魚雷ガールとの修行を終え、東京マルハーゲ23区へ行く。新たな技「虹鍵」を使い、第1部では封印解除や精神解放などにのぞかせた冷酷さを通常技で出すようになった。
作者によると最初のモデルは『木更津キャッツアイ』のぶっさん。
得意技の"カギ真拳　「LOCK」"は最初、"「ROCK」"と表記されていた。
田楽マン （でんがくマン）
声 - 金田朋子 / 榎本温子（ハジけ祭）
身長43cm（アニメでは25cm）。体重8kg（アニメでは100g）。年齢は生後半年で人間で言う所の9歳（しかし『真説』になって1年たってもさして変化が無い）。O型。誕生日は2月29日。魚座（アニメでは7月3日生まれの蟹座）。語尾に「〜のら」と付ける。趣味は漫画描き。特技はメイクアップ。好きな物は柔らかいもの。嫌いな物は孤独。尊敬している人は竹内力。好きな言葉は「田楽を食わせるのら〜」。自分を芸能人に例えると押尾学。本人いわく犬だが全く似ていない。ハジケリストであり、真拳は使わない。
当初は毛狩り隊Zブロック隊長として登場。後に一行の仲間となる。7人兄弟の末っ子だが犬らしくない外見のため、兄弟たちから苛められた過去を持つ（この過去話は、『キャスパー』からとっている）。ビービビとの戦いの終結後は、人気グループ「犬's」の芸能活動へと戻った。『真説』では、東京マルハーゲ23区の永久監禁労働場にいて、この時はマスコットキャラ枠を奪い取ったガ王を目の敵にしており、やさぐれていたが、GURAさん戦でボーボボたちに助けられ、合流した。しかし、ガ王を目の敵にしているのに変わりはなく、ガ王も対抗意識を持っている。可愛らしい姿をしているが悪魔のような形相になることも。普段はボーボボのアフロ内部に居を構える（ボーボボは了解していない）。
友達が出来るのを待っている極度のさみしがり屋だが、かまうとすぐ図に乗るため、鬱陶しがられている。その上戦闘力は弱く、ボーボボ組の中では最もぞんざいな扱いを受けている。相手が強いとすぐ敵側に寝返ることも。しかしハイドレート戦でピンチを迎えたボーボボたちに力を与え、形勢逆転を果たすという大活躍をした。最後のコマに締めとして登場することが多い。本人いわく「ラストのコマだけは死守」。
なお、マスコット程度のキャラクターにもかかわらず第1部の頃の人気投票ではボーボボを遥かに上回っていた。
技は強烈なパンチを繰り出す「超田楽パンチ」、両手で繰り出す「偶然のW超田楽パンチ」、COOLの文字を出す「苛立ちのクール波」など。
魚雷ガール（ぎょらいガール）
声 - 西川宏美 / 村岡宏美（ハジけ祭・特典DVD）
マルハーゲ四天王の一人のOVERの真の姿。ソフトンに恋をしている。

### 『真説』からの仲間
ガ王（ガオウ）
ビュティに一目惚れし、ボーボボの旅に半ば強引について行くことにした、可愛らしいコアラ。性格や行動は「ウザい」。毎朝の日課はラジオ体操。職業は新宿のナンバー1ホスト。実は敵の骨を自在に外す「コアラ骨法」を使う暗殺者で、ネオCブロック副隊長・タンスを一撃で倒すだけの攻撃力を持っているが、ボーボボたち（特にビュティ）の前でその技を使うのは避けている（理由は不明）。暗殺時は黒いボディスーツに着替える。ボーボボを「ボのだんな」、ビュティを「ビュティの姐さん」と呼ぶ。鼻にレーダーとしての探査能力を備えているらしく、首領パッチを探し当てた。故郷のオーストラリアを大量発生したヒトデに滅ぼされたらしく、首領パッチとの初対面ではヒトデと勘違いし襲い掛かった。そのため、彼とは犬猿の仲。また、「可愛いマスコット」というキャラクターが被る田楽マンとも仲が悪い。
その正体はツルリーナ3世のペットで、「ガ王」という名前もツルリーナ3世に与えられた名前。「ペットを決めるための戦い」として望まぬ戦いを強要したツルリーナ3世に対しては激しい憎しみを抱いている。また、昔あくどい商売をしていたらしく、脱税容疑で逮捕された。魚雷ガールと修行した結果、サイボーグ化された桃白白のようになった。
登場当初はボーボボや首領パッチと一緒にはっちゃけたりと活躍の場が多かったが、ポコミが仲間になった時を境に影が薄くなってしまい、最終回には一コマも出演しなかった（一度、自分の影が薄くなったことを嘆いたことも）。
ポコミ
親の都合で別居していたヘッポコ丸の妹で年齢は10歳。髪は金髪のツインテール、目の色は青。
名古屋兄弟によって捕らえられていたと思われたが、実はバブウによって真Fブロック総隊長へと改造させられていた。ラブリーマジカル真拳（1箇所だけ「プリティーマジカル真拳」となっている）の使い手で通常はオーバーオールを身につけているが、キラキラ☆ドレスチェンジという技でワインレッドのコスチュームの魔法少女に変身する。ボーボボたちを追い詰めるが真説・天ボボに敗北。その直後バブウに騙されていたことを知り、ボーボボの仲間になった。
基本的にボケ中心だが兄同様つっこみ役もこなす。無邪気で天真爛漫な性格だが卓越した戦闘センスと戦闘力を持ち、また兄に似て無茶をする所もある。ナメ郎以外にも、首領パッチに「パッチン」、天の助に「プルルン」とあだ名を付けて親しんでいる。人望も高く、天の助もポコミのために奮起したことがある。「アハ」が口癖で、語尾にはよく「☆」や「♪」がつく。
ナメ郎とは優秀なケガリーメンを養成する「ツルリーナ・エリートアカデミー」からの同期で、彼のことを「ナメっち」と呼んで気に入っている。在籍時はナメ郎共々学内にその名を轟かせた天才生徒で、他の生徒たちから恐れられ、ナメ郎を見かけるまでは独りぼっちだった。
ボーボボの仲間になってからも善滅丸を使用したことがある。海辺での修行で強くなりネオマルハーゲ23区へ行く。また、魚雷ガールからの修業によって、「ポコミ☆ウォーターバージョンコスチューム」という新技が生まれた。最終回は扉絵のみの登場で、ヘッポコ丸と行動は共にしていなかった。
ハンペン
声 - 三浦祥朗
元旧毛狩り隊Aブロック隊長。

世の中ナメ郎（よのなか ナメろう）
『真説』から登場。

ユキ
『真説』の最終回のみ登場。ボーボボと首領パッチから毛狩り隊残党から助けられた少女。かつてのビュティのように「理由は言えないがボーボボさんと旅がしたい」と頼み（ボーボボにもビュティが重なって見えた）、ピーマン帝国との戦いに同行することになった。ビュティ同様ツッコミ（驚き）要員。ボーボボには「さん」付けをして敬語を使い、肩に掛かる位髪が長くミニスカートを着用している。

### サブレギュラー
以下のキャラクターは基本的にボーボボたちと行動を共にしていない（KING鼻毛はボーボボの内部におり、首輪とコンマは装飾品であるため、普段は意思を見せない）が、ボーボボたちの味方としてたまに登場している。
つけもの
声 - 斉藤貴美子
ボーボボの旅にビュティに同行しようとしたり、何かと便乗しようとするが、その度にボーボボから「ただしつけもの、テメーはダメだ」と断られている。毎回第1話に登場後、第2話では知らない内に犬に食われたとされていたが（アニメでは第1話ラストでボーボボとビュティに置いていかれた）、実は連載開始から4年半ほどの間ビービビの娘であるビタに変装し、新・毛の王国についてスパイ活動を行っていた。再登場してすぐに首領パッチに殺されてしまうが、ハジケリスト墓場に送られたボーボボを復活させるための手助けをした。その後、『真説』の最終回でも現世にいる状態で登場している。
人気が高く、人気投票や再登場してほしいキャラクターのランキングでは上位にランクインし、ゲームや大百科などでも優遇されていた。
初登場は第1話冒頭であり、ボーボボらレギュラーキャラよりも早かった。
KING鼻毛（キングはなげ）
声 - 竹本英史
ボーボボの鼻に封印されていた鼻毛の神で、ペナント真拳の使い手。常にテンションが高く、超目立ちたがり屋で、その言動はかなりウザイ。「N（ん）――――」が口癖。コデブン戦で300年の眠りから目覚め、ビュティを助けるが、その直後、ボーボボに「何だこの鼻毛？ 邪魔」と言われ、鼻から引っこ抜かれた。その後、ショックを受けながらも自分の夢であるサイクリングをしてどこかへ去っていったが、ソフトン戦でボーボボが「聖鼻毛領域（ボーボボ・ワールド）」を発動した際に再登場し、聖鼻毛領域発動の間ボーボボ・首領パッチと一緒にはっちゃけた。それ以後、ボーボボが聖鼻毛領域を発動する度に登場、発動中にボーボボたちと一緒にはっちゃけるようになった（「聖鼻毛悪夢領域（ボーボボ・ワールド・ナイトメア）」でも1コマだけ登場）。他にも、パッチボボの「ダブルKING鼻毛召喚」で2人パッチボボの鼻から登場したり、極楽鳥に憑依したビービビのカミの毛真拳に一時は怖気づくも、最終的にはボーボボたちのピンチを救ったりした。
『真説』ではボーボボがチンチロ姫戦で発動した聖鼻毛領域でボーボボの鼻から登場。5年ぶりの聖鼻毛領域に感動するも、ボーボボに「お前、重い」と言われ、またも鼻から引っこ抜かれた。その後も3世&ナメ郎との最終決戦ではボーボボの鼻から登場して活躍してはひどい目に遭ったりと、ろくな目に遭わなかった。
首輪（くびわ）
声 - 高戸靖広
ヘッポコ丸の力を封印した意思を持った首輪。語尾に「～（な）のよね」を付けて喋る。彼がヘッポコ丸の首から外れることによって、力が制御できなくなり暴走モードと化す。
ふんどし太郎との戦いでは、苦戦するヘッポコ丸のために自ら封印を解除しようとするが、逆に首を絞めて自滅させてしまう。背中に書かれた『封』の字に誓ってヘッポコ丸の力を封印すると意気込んでいるが、実際には封の字は書かれていない。
サービスマン
声 - 太田真一郎
全身に布をかぶりその下は全裸、額には「サービスマン」の文字が書かれ、布の隙間からは毛深い手足がのぞく、謎の生命体。「サービス！と叫びながら布をめくって下半身を露出する（この行動は世界中で大人気である）ためビュティとヘッポコ丸に嫌がられているが、ソフトンとは仲が良い。アニメではヒゲを生やし、劇画調の濃い顔つきにデザインが変更されている。
軍艦らの傭兵になったことがあり、その形で初登場して以来、色々な所で登場する神出鬼没キャラと化した。下半身の露出を際立たせないための処理としては、原作では普通の映像処理のような隠し方（黒い丸、あるいはモザイク処理のような描写）が採用されていたが、アニメではサーチライトを左右から当てて逆光で見えないようにする処理が行われた。このサーチライトを当てる裏方役で、アニメオリジナルキャラクターのサーチくん、ライトくんが登場している。
ヘッポコ丸の修行にも、他のイロモノキャラと同行していた。
サービスマンの配役には、ナレーターを担当していた太田が「他のキャラクターはグッズが出ていいなあ」と羨ましがっていた所、澤井啓夫から「サービスマンはどうですか?」と持ちかけられ、決定したという経緯がある。
ライス
声 - 結城比呂 / 笹田貴之（脱出!!ハジケ・ロワイヤル）
キング・オブ・ハジケリストにして、米真拳の使い手。

コンマ
ボーボボのサングラスで、「ボボボーボ・ボーボボ」の「・」の部分。関西弁で話す。ビービビ戦において、死亡したボーボボが最後の力をコンマに託し、コンマはその力をビュティに貸し与えた。
地雷ダンディ（じらいダンディ）
地雷の姿をした、魚雷ガールの父。故人。

Mr.コンニャク（ミスターコンニャク）
ところ天の助の部下として、『真説』の第1話に登場。登場まではビュティの背中に張り付いていたが、第2話ではもう姿はなかった。
情報屋のオヤジ
真説に登場。
名前とは裏腹に幼女の姿をしているがステテコ、ランニングシャツ、腹巻、ハゲヅラを身につけ、老人のような口調で喋り、汚れた部屋で酒浸りの生活を送る姿はオヤジそのもの。
念写を行うSCOOP（スクープ）真拳の使い手で伝説の情報屋。しかし情報料はビデオテープ一本につき2億円と高額なため、情報を買うものはほとんどいない。
ボーボボによると、実年齢は102歳であるが、世界中のエステやピーピングの情報を集めて若さを保っている。能力使用後は何故か少しの間中年男性の姿になっていたが、元に戻った。
また、自身を馬鹿にしたりしたら首領パッチやガオウの秘密をあっさり暴露した。
彼女によると首領パッチのトゲの中身はAクラスのシークレットらしい。
ナレーター
声 - 太田真一郎
アニメ版のナレーション。総集編ではN字の形をした覆面を被りスーツを着て登場した。

## ハジケ組
ハジケ組（ハジケぐみ）は、ハジケ村周辺を縄張りとする、首領パッチを中心とするハジケリスト団体。
スピンオフマンガ『ふわり!どんぱっち』でも首領パッチは同名の組織を組んでいるが、こちらは原作とは大きく性格が異なり、首領パッチを敬い、その別人格「チーパー」の「ありがたいお言葉」を聞くための団体（一種のファンクラブ）である。構成員は組員のパンコを含めてわずか2名の弱小組織で、二人で巫山戯合うだけのお遊び団体のようなものとなっている。
首領パッチ
元ハジケ組の親分。
丸い身体に棘と手足を生やした見た目の男。真拳使いではない。意味不明な言動が多いが強さとカリスマ性はある。

若頭（わかがしら）/ザコキャラ
声 - 野島健児
初期に登場。それなりに強そうな見た目だが名前がない。
首領パッチのいない間ハジケ組を仕切っている。コパッチより格上。
公式本では原作中で首領パッチに言われた「ザコキャラ」という呼称で表記される。
誕生日は9月4日。A型。
破天荒（はてんこう）
ハジケ組の構成員。コパッチよりは格下。
鍵真拳の使い手の強者だがおやびんLove。ハジケると別人のようになる。

コパッチ
声 - 鎌田梢、相沢舞、他
ハジケ組の構成員で、数えきれないほどいる。
首領パッチが活躍しそうなときに、わらわらと空から含めあらゆるところから現れる。
ハジケ組の中では、破天荒より格上。当たり前のように首領パッチの鼻にコーラを入れる。
ハロンオニ
元・裏マルハーゲ四天王の一人でソード闇拳の使い手だった少年。
首領パッチに倒された際に首領パッチのような人について行きたいと願った所、色違いのコパッチに変化し、ハジケ組の一員となった。

## マルハーゲ帝国
マルハーゲ帝国（マルハーゲていこく）は、全地球を支配する帝国。50年に一度行われる次期皇帝決定戦により支配者が決定するとされる（ただし、第3代皇帝と第4代皇帝の間の空白期がどうなっていたのかは不明）。テレビアニメ版ではマルガリータ帝国となっている。

### 4世世代
第4代皇帝ツル・ツルリーナ4世が率いる、物語開始時点で現行であるマルハーゲ帝国の一員たち。

#### 毛狩り隊
4世世代の毛狩り隊。マルハーゲ帝国の皇帝が自らの力を示すプロパガンダのために、人類を丸坊主（「毛狩り」と呼ばれる）にするべく結成した帝国直属の特殊部隊であり、物語開始当初の主要敵対勢力。

### 3世世代
第3代皇帝ツル・ツルリーナ3世が率いる、100年前、当時弱小国だったマルハーゲ帝国をたった4日で大帝国にのし上げ、その後コールドスリープに付いていたが復活した、当時のマルハーゲ帝国の一員たち。

#### 旧毛狩り隊
3世世代の毛狩り隊。

## サイバー都市
サイバー都市（サイバーとし）は、帝王ギガが支配する海上都市。名目上はマルハーゲ帝国（4世世代）に属するが、マルハーゲ帝国の皇帝とサイバー都市の帝王の立場は対等という契約であるため、実質的には半独立国となっている。ネオマルハーゲ帝国が世界を支配している1年後でも第三勢力として健在である。
ギガ
声 - 関智一 / 龍谷修武（脱出!!ハジケ・ロワイアル）
サイバー都市の帝王であり、マルハーゲ帝国最高幹部（ツルリーナ4世と対等）。
誕生日は6M9H。HD（ハードディスク）型。好きな芸術は破壊。好きな映画は『ブレードランナー』。好物は粘土と石膏。
髪の色は紫。「- じゃん」が口癖。高飛車で自分以外の人間を愚民と思っている。
オブジェ真拳の使い手。無数の粘土の手で相手を引き摺り込む「クレイ・ハンド」、追尾機能がついたオブジェを飛ばす「ホーミング・オブジェ」、相手の動きを計算して予測する「帝王感覚」を使う。
真拳使いを片っ端から攫わせてはオブジェ真拳でオブジェに変える「真拳狩り」を行っていた。
鼻毛真拳の封印を解除したボーボボの放った三大鼻毛極意の一つ「熱炎漢浪漫」に敗れる。
ボーボボに倒された後は、再登場する度に新キャラクターに倒されるいわゆる「噛ませキャラ」になる。
後に新皇帝決定戦に参加するが、クリムゾンによって倒されている。その後復活して最後まで生き残るが、風雲マルハーゲ城を襲撃したクリムゾン、LOVEに再度敗れ11番目の生け贄にされる。
『真説』でも登場したが、「ネオマルハーゲ帝国」の開始した新たな真拳狩りにより、柊に敗れ捕らえられてしまう。その後永久監禁労働場で軍艦・スズとともにグラさんに反逆するが、制裁された。その後最終話でマルハーゲ同窓会に出席。

### ギガガールズ
ギガの傍らにいる2人の美女。
ギガ敗北後は田楽マンに説教された。田楽マンはギガガールズを「ギガに媚びを売った」と非難していたが、実際はギガ敗北後もギガの傍に居続けた。
ビキ
声 - 前田沙耶香
ビキニ姿の方。
バスロ
声 - 進藤尚美
バスローブ姿の方。

### 電脳六闘騎士
パナ
声 - 土田大
「公開毛狩り処刑」を行う6人の処刑人「電脳6闘騎士」の一人。
チャクラムを武器として使う球獄処刑場（アニメでは「天空毛狩りスタジアム」）の処刑人。白髪の長髪と、糸目（アニメでは常に開いていた）が特徴的な男。
常に逆立ちの状態で、頭に付いた車輪「逆速電輪」で高速移動する。
必殺技は逆立ちしながら回転し触れた物を瞬時に切り裂く「鳳凰転舞」、左手逆立ちで回転する「白狐転舞」、片足立ちで回転する「昇龍転舞」と縦横無尽に高速移動しながら行う無差別攻撃「360°サイクロン」を使う。また、触れた者の全エネルギーを、吸い取る「サイコボール」をつくることが出来る。
ボーボボの鼻毛真拳奥義「鼻毛くも固め」に敗れる。
ソニック
声 - 川田紳司
電脳6闘騎士の一人。
「バンジー処刑場」（アニメでは「バンジー毛狩りスタジアム」）の処刑人。自称、「守備固め要員」。
背に付いたロケットの翼の勢いで攻撃する「ロケットアタック」、その翼で切り裂く「羽根カッター」、遠隔操作できる「遠隔羽根カッター」、鎧をロケットに変形させ攻撃する「電脳ジェット100マイル速斬拳」を使う。
「聖鼻毛（ボーボボ）不思議ボックス」に落ちて何故か陰陽師になったところ天の助に封印され敗北。
詩人（しびと）
声 - 下野紘
電脳6闘騎士の総長で、「書獄処刑場」（アニメでは「書獄毛狩りスタジアム」）の処刑人。
6闘騎士の中では最年少。文字に宿る力を引き出せる、ゴシック真拳の使い手。
首領パッチ、ところ天の助、魚雷ガールと対峙するが、その破天荒ぶりについていけなかった上に記憶破壊陣も破壊され、首領パッチにトゲを刺されて首領パッチエキス（首領パッチと思考が同じになる液体でビュティが人生で一番恐怖した）を注入され、ゴシック真拳を封じられる。最終的には天の助が魚雷ガールに腹に穴を開けられた後に怒りで刀を振り回した乱舞で敗北する。
読書が趣味らしく、初登場時は『特殊相対性理論』を読んでいた。
新皇帝決定戦にも参加したが、ボーボボにはまるで相手にされなかった。
クルマン
声 - 小嶋一成
電脳6闘騎士の一人。
中古車の顔をしている（が、殴られる度にポルシェになったりプロペラ機になったり変形する）。交通社会の恐怖を叩き込む6つの処刑場一残虐な「地獄の教習所」の処刑人。
技を駆使してボーボボとソフトンに挑むも、振り回されボコられて惨敗する。しかも、田楽マンに漏らされても居た。
アニメ版ではその後、Jの黒炎テレポーテーションで田楽マンが転送されるシーンに一瞬だけ登場した。
俳句を作るのが好きで、戦闘中も俳句を自作していた。
作者によると6闘騎士の中では最弱らしい。
J（ジェイ）
声 - 小杉十郎太
電脳6闘騎士の一人にして電脳6闘騎士の中では最強の実力を持つ。
口髭を生やしたタマネギもしくはニンニクのような頭（首領パッチやビュティたちもどちらか気になっていたが、J本人もわからない模様）にサングラスをかけている白スーツ姿の紳士。黒太陽真拳の使い手。
サイバー都市にエネルギーを供給する核（コア）を黒太陽真拳の力を使って一人で作り出しており、エネルギー供給が止まると街が崩壊するため核から離れられない。ソフトンを一対一の勝負で破る程の実力を見せるが、田ボの鼻毛真拳超絶マル秘奥義「ONE・SONG・ミュージアム」に敗北。
後にソフトンに自分では真の力を引き出せないという理由から黒太陽の力を譲り渡し託す。新皇帝決定戦では予選で敗北。
『真説』では、サイバー都市に侵入したポルストロイを迎え撃つも、あっさり敗れる。最終話のマルハーゲ同窓会にも登場した。
王・龍牙（ワン・ロンガ）
声 - 高塚正也
電脳6闘騎士の一人。牢獄真拳の使い手。
真拳使いを捕らえる役目を担っており、真拳使いを捕らえるために壊滅後のハレルヤランドに来て、ヘッポコ丸を捕える。
サイバー都市で破天荒と対峙するも、破天荒に自分の鍵で封印を解除され、それを踏まえても実力は俺の方が上だと発言したが破天荒のカギ真拳究極奥義「永遠錠（とわじょう）」に敗北。
『真説』で再登場したがポルストロイにあっさり敗れる。

### 電脳六闘騎士の部下
絶望君（ぜつぼうくん）
声 - 中尾良平（45話）→岡本寛志（52話 - ）
ソニックの部下。
常にプロレスパンツ姿で、頭に紙袋を被り顔を隠している。
名前の通り常に何かに絶望しており、非常にネガティブ。大のおやつ好き。
闇皇帝編では、ボーボボたちと行動を共にし、裏マルハーゲ帝国と戦った。ビュティから戦力に数えられない扱いを受けつつも、ギガを吐血させる一撃を放ったり、絶望ニーという技でボーボボをこれまた一撃で気絶させる程の実力を披露した。
『真説』では名古屋兄弟との戦いでボーボボのアフロの中でピアノを弾いていたが蓋に挟まれて両手を粉砕骨折していた。かまら戦では首領パッチに生贄にされた。
スパーラビット
声 - 白石稔
ソニックの部下。
胸に「SPEER」（「SUPER」のスペルミス、ビュティはスパーと読んでいた）と書かれたウサギ。普段はやる気ゼロだが、半開きになっている右目が「全開眼」すると得意の「バンジー空手」を使う。全開眼中は、詩人よりも強いらしい。
ソニックから「スーパーラビット」と呼ばれている。度胸はある。
作者の話によると、可愛げな兎のキャラクターを描きたかったという。

## 裏マルハーゲ帝国
裏マルハーゲ帝国（うらマルハーゲていこく）は、4世世代のマルハーゲ帝国に逆らい闇の世界の監獄に入れられた者たちが築いた第三勢力。裏マルハーゲ四天王やハイドレートの右腕、左腕たちはボーボボたちや現四天王や旧毛狩り隊隊長たちが苦戦を強いられ、果てには手も足も出ない程の強さを誇る。
ハイドレート
声優 - 千葉繁
裏マルハーゲ帝国の皇帝で闇皇帝を名乗る。足の裏真拳の使い手で、その正体はツル・ツルリーナ4世の弟。30歳。
産まれたその日からツルリーナ4世と帝王と下僕として区別され育てられる。4世に認められようと、地雷ダンディの修行を7歳の時から8年耐え抜き足の裏真拳を会得する。その間、20年前の毛の王国滅亡前にベベベーベ・ベーベベを洗脳している。しかし、10年前に4世によって「皇帝に足の臭い弟はいらない」と闇の世界へと追放される。
その後、闇の世界で裏マルハーゲ帝国を作り上げ、裏マルハーゲ四天王により闇の世界から解放され5代目帝王ツル・ツルリーナ5世となろうとしたが、鼻毛三大極意の一つ「毛深一天」の前に敗れ去る。足の裏真拳は4世に「全人類を一瞬にして死に追いやるあの真拳」と評されるほどの力であり、彼が強いのは確かだったが裏マルハーゲ帝国の皇帝とは思えない程のギャグっぷりだった。
ニャンニャンアーマー（猫柄のパジャマ）、油あげアーマー（ふんどしと油揚げ製ブラジャー）という絶大な防御力を誇る伝説の鎧二つと、闇皇帝の鎧「ダーク・ネクロス」を所持。見た目がまともな鎧はダーク・ネクロスだけだが、本人は最後の手段と使いたがらない。
作中では自らを「ツル・ツルリーナ5世」と名乗っていたが、本当の意味での5代目は『真説』に登場する「世の中ナメ郎」である。
名前の由来はメタンハイドレートから。

### 側近
ベベベーベ・ベーベベ
ハイドレートの左腕。ボーボボの兄。スネ毛真拳の使い手。

白狂（びゃっきょう、アニメでの名前は白凶）
声優 - 金子英彦
ハイドレートの右腕。手術真拳（オペしんけん）の使い手。
普段は無口だが、手術モードに入ると猟奇的で赤ちゃん言葉になる。バビロン界にて「殺戮のカタルシス白狂」と呼ばれ殺戮の限りを尽くし、ソフトンがバビロン界で修行をした際にその言い伝えを聞いていた。
呪われた体「ドール・ガバック」を持ち、自分の体に組み込まれた人形を傷つけることで敵にダメージを与える。
パッチボボをも苦しめたが、ドール・ガバックをパッチボボの物質ハジケ融合で隙をついてやっくんと融合され封じられたため、その怒りで3狩リアを放棄し周りにメスを放った。ボーボボ一行に無差別攻撃を加え13対1のバトルになり、最後はボーボボに敗れる。

### 裏マルハーゲ四天王
ハロンオニ
声優 - 阪口大助
裏マルハーゲ四天王の一人。
ソード闇拳（ソードやみけん）の使い手。悪魔のような尻尾が生えた少年の姿をしている。仲間を道具のように使う冷酷さを持つ。
また、闇拳を解放することにより闇継承の儀を行い、能力を強化することが出来る（これは他の裏マルハーゲ四天王も同様）。闇継承の儀を行った後は翼が生えた青年の姿をしたハロンオニ2（ハロンオニツー）になる。
怒んパッチの「おやびんラッシュ」で倒された後コパッチとなり（倒された時に「もし生まれ変われるなら、この人（首領パッチ）についていきたい」と願ったため）、ハジケ組に加わる。
3ぶくろ（さんぶくろ）
裏マルハーゲ四天王の一角。
その名の通り3つの袋で、3体で1組。
3体で3袋闇拳（さんぶくろやみけん）を使う。構成は以下の3体からなる。
おやじ袋（おやじぶくろ）
声優 - 平井啓二
3ぶくろの一人。
名前通り、親父のようなヒゲ面の袋。
ハイドレートを闇の世界から解放すべく生贄を集めに地上に出た際、ろくに見せ場もないままボーボボの怒声により破裂した。直後、仲間によって葬儀が行われている。
後に闇継承の儀で3ぶくろ2に変身するためパワーアップのきっかけとなる。
ぶりっこ袋（ぶりっこぶくろ）
声優 - 中友子
3ぶくろの一人。名前通り、可愛らしい見た目の袋。
ボーボボたちを生贄として出頭させるため、「お楽しみ袋」の地上爆弾（アニメでは隕石）により地球を崩壊させる規模の無差別破壊を巻き起こした。怒りを買ったボーボボの「鼻毛ソード」で一刀両断にされる。その際、中にせんべいやお菓子が入っているのが確認できる。
後に闇継承の儀で3ぶくろ2に変身するためパワーアップのきっかけとなる。
タコチュー袋（タコチューぶくろ）
声優 - 西村知道
3ぶくろの一人。名前通り、タコ口をした袋。
「当たり棒」や「カッポンさん」といった奥義を駆使する。戦いに敗れたぶりっこ袋とおやじ袋を集め、闇継承の儀をとり行う。
が、その姿は手抜きとしか言いようのない姿をした3ぶくろ2（さんぶくろツー）となった。その後、田ボに敗北。
クリムゾン
声優 - 三宅健太
裏マルハーゲ四天王の一人。眼眼眼闇拳（みつめやみけん）の使い手。
相手を映画の世界に引き込む奥義「シネマティックアワー」によりボーボボたちを苦戦させるが、金天ボが融合するコマとコマの間で瞬殺され、その後はある種のツッコミ役に回された。鼻毛真拳3強融合奥義「ラスベガス・ナイト・ドリーム」に敗れ、金天ボの生み出した「カジノ・ワールド」でツーガンG、しぇふりん♥ともども従業員として一生働くことになった。『真説』では3世の真拳狩りに1コマだけ登場している。
金天ボの強大さに「闇継承の儀をしても勝ち目が無い」と判断したため第2形態（クリムゾン2〈クリムゾンツー〉）の外見は不明。
だが、単行本第18巻に読者が投稿した第2形態の予想図が掲載されており、この絵が作者のコメント欄で「これに決定！」と絶賛されている。
LOVE（ラブ）
声優 - 大本眞基子
裏マルハーゲ四天王の一人。お色気闇拳（おいろけやみけん）の使い手。
普段は私服だが、戦闘時はボンデージ衣装に着替え鞭を振る。いい男と筋肉が大好きで、この世の全ての男を筋肉づけにしようと目論んでいる悪趣味な変態。
おにぎり型の頭に手足を生やしたニクニク星人二体が部下。
闇継承の儀を行うと鳥類系怪獣の姿をしたLOVE2（ラブツー）になる。
魚雷ガールの解放された奥義「フォーリング魚雷2004」に敗れる。

### 裏毛狩り隊
裏マルハーゲ帝国に所属する毛狩り隊。10年の間地下に潜伏していたため、実際に毛狩りを行っていたかどうかは不明。
シャンメリ
裏Aブロック隊長。
ベーベベと3狩リアを組む。ベーベベのスネ毛に仕える弟子。
ベーベベに対しては忠誠心を持っているようだが、いつの間にか戦闘からフェードアウトした。ちなみに総登場シーンは5コマ（ハイドレートの回想を含む）。
電柱（でんちゅう）
裏Bブロック隊長。
ベーベベと3狩リアを組む。ベーベベのスネ毛に仕える弟子。
その名の通り電柱そのものだが、立派なキャラである。途中でいなくなったシャンメリと違い、ベーベベ戦終了後、田楽マンの運転する車が衝突するシーンがある。
分銅様（ぶんどうさま）
裏Cブロック隊長。
白狂と3狩リアを組む。押し入れに存在する日本妖怪。
その名の通り頭部が分銅になっている。重さ1000トンを誇り、ゴミの分別が趣味。
分銅の重さを利用した攻撃をしたりしていたが、白狂が3狩リアを放棄したことで、戦闘に参加した破天荒たちに倒された。
ナイチンガール
裏Dブロック隊長。
白狂と3狩リアを組む。看護師の格好をしている。白狂に武器のメスを供給している。
白狂が3狩リアを放棄したことで、戦闘に参加した魚雷ガールたちに倒された。
ツーガンG（ツーガンジー）
裏Eブロック隊長。
クリムゾンと3狩リアを組む。隻眼で、両手に銃を装備している。
しぇふりん♥
裏Fブロック隊長。
クリムゾンと3狩リアを組む。コック帽を被っている。どこか抜けた性格。
ボーボボとの早撃ち対決を受けて立つが、ルールの説明中に流れ弾で重傷を負い、ビュティに「闇の中にもバカな人いたんだ！」と認識させた。
ニクニク星人（ニクニクせいじん）
裏G、Hブロック隊長。
LOVEと3狩リアを組む。2人ともそっくりで、オニギリに両手足が生えた姿をしている。
2人とも首領パッチの鬼の5段蹴りに敗れる。
スリム
声優 - 藤本たかひろ
ハロンオニの部下。
仕組みは謎だが体内に巨人を飼っており「カレーパン」という呪文で体内から巨人を出し、腕を巨大化させる。
ハンペンと戦っていたが、戦況が押されていたためにハロンオニから見限られ、ソード闇拳「ナパーム」で始末される。その後ハロンオニから｢つかえねーデブ｣呼ばわりされていた。

## 毛の王国
主人公・ボーボボの出身国で、3世世代のマルハーゲ帝国に抵抗していた最大勢力だった。4世世代の毛狩りに抵抗し、20年前に滅ぼされた。

### 新・毛の王国
20年前に滅ぼされた毛の王国を、ボーボボの兄であるバーババとビービビが再建した新勢力。マルハーゲ帝国の崩壊後、世界を牛耳る発言をする。ネオマルハーゲ帝国が世界を支配している1年後でも第三勢力として健在である。

## ネオマルハーゲ帝国
マルハーゲ帝国壊滅より1年（『真説ボボボーボ・ボーボボ』）、真の力を得たツルリーナ3世が築いた新たな帝国。旧マルハーゲ帝国よりも強大な力を持つ。

## その他のキャラクター
関東野菜連合ヘッド
人参。
第1話と真説開始直後にピーマンを残したボーボボを磔にし現れたが、アニメには未登場。
真説最終話では仲間のピーマンが裏切り、大ピーマン帝国を築きあげていることをボーボボに伝えに来る。
麻雀サル
ボーボボと麻雀をしていた三匹のサル。
クラスでは目立たないが、卓を囲めば本領発揮。教室にいない時は雀荘にいるはず。
しじみ兄弟
声 - 津村まこと、あきやまるな
ボーボボを倒した数少ない漢(シジミ)。
誕生日は12月23日。闘う理由が原作とアニメで逆。
ダイナマイト三兄弟
声：坂口候一、鳥海浩輔、阪口大助
ハジケ村の住民。
ボーボボと首領パッチにハジケ勝負を挑むが負けてしまい自爆する。ビュティに本当はバクチクだと言われていた。
アニメ版では落下傘花火。
出番がほしい男（アニメでは「今まで出番が無かった謎の生物」）
声 - 高戸靖広
頭に直接2本（アニメでは複数）の足が生えている。
「ボーボボ相談所」で「出番がほしい」と訴えるが、ボーボボに相手をされなかった。その後、疾風のゲハの「豪風龍巻斬」によって吹き飛ばされてしまった。「嫌いなキャラ」第3位である。
アンパン
その名の通りのまんまあんぱんだがデカい。
アンパンを甘く見ていた首領パッチを食いかけていた。
サカナ師匠
ヘッポコ丸に料理を教える。
魚のくせに泳げない。
ギブミーベイビー
声 - 吉原ナツキ
異常に巨大な赤ん坊。
ミルクを欲しがっている。
猿園の猿
声 - 沼田祐介
おさるのトレインに乗車していた猿。
置いてけぼりにされビュティをナンパするも失敗。
トモヒロ
声 - 保村真
なぜかAブロック基地で捕まっていた角が生えた男。
ボーボボの知り合いらしい。ボーボボに助けられ、ビュティと打ち解けていた。スパゲッティよりもカレーが好き。だが最終的にはスパゲッティを食ってしまう。その結果頭から猫が降るのが止まらなくなってしまった。その後ペットショップを開くことを決意。
豆沢さん
18箱ある「江戸なっとう」の一つ。
凄く頭がいい日本一の天才中学生。ボーボボに釣られそうになる。最終的にKING鼻毛さんに食べられる。
母子しゃもじ
声 - 達依久子・小松里歌
しゃもじの親子。
夫（ボーボボ）に愛想を尽かし、「トースター王国」に帰っていった
歩くトレンディドラマと呼ばれている。
にわこ
声 - 陰山真寿美
見た目はまんま鶏。
ミスクイーンにわとりコンテストで優勝した鶏。
筆箱
声 - 中井和哉
畑にイタズラをする筆箱。
わりばし畑のわりばしを鉛筆と思い込み、イタズラしにくる。
ロボ化した首領パッチの口から出てきた紙に書かれた字をみて母親を思い出すが口紅を塗りたくる首領パッチをみて鉛筆ロケットを飛ばした。
アニメでは夜中に母親の行方を考えるシーンがある。
フラワーマン
声 - 小嶋一成
軍艦の回想シーンに登場。
知らず知らずのうちに花大戦に巻き込まれる。後に吉岡と改名。新団体を旗揚げした。
バビロン界案内人
声 - 乃村健次、高橋裕吾、濱野雅嗣
異世界から来た人たちにバビロン界を案内する。
頭は鳥で首から下は人間。だが、実際はあまり役に立たない。かなりの大人数（しかも卵から孵すことで随時ボーボボが増殖させていた）で、一人一人名前があるらしい。
軍艦パイロット＝ジェニファ
声 - 野中藍
軍艦3歳の初出動の際のパイロット。
シンクロ率が低かったらしく、軍艦3歳を上手く操ることができなかった。
ドラゴン
声 - 小野坂昌也
ボーボボ3歳の初出動の際のパイロット。
生身で宇宙空間に出ても平気というドラゴンだからなのか謎な体質をしており、「中日〜」と鳴く。
カッパ
声 -　鳥海浩輔、藤本たかひろ
邪血館にいた謎の河童。
傘を廃止してカッパを広めようとしている。
MAX清川の裁判では何故か敵であるグリとグラ（アニメではグリンとグラン）の死に涙しその死の原因を作った（ことにされた）MAX清川を糾弾した。
首領パッチと意気統合し、一時行動を共にする。作者によるとボーボボたちの仲間になろうとしたらしいが、結局なれなかった。
Zブロック基地でのクイズ大会にも参加していたが、何故か彼だけ追い出された。
技は手刀を繰り出す「カッパチョップ」。
偽首領パッチ
声 - 小野坂昌也
邪血館で登場。
首領パッチが「力がほしい」と願ったため、ボーボボと共に変身した姿（ただし、ボーボボと首領パッチは別にいたので、実際の正体は不明）。容姿は八頭身の筋肉質で胸に「S」の字があり、頭部だけ首領パッチの面影が残っている。
実力は不明だが、熊に「ブタ野郎」（アニメでは「すっとこどっこい」）と言われただけで凹むなど、心はかなり打たれ弱い。
偽ボーボボ
声 - 不明
邪血館で登場。
ボーボボが上述の首領パッチに続いて変身した姿（ただし、ボーボボと首領パッチは別にいたので、実際の正体は不明）。
見た目は雪男のようで、頭てっぺんが禿げた、ボーボボの「ボ」の字もない容姿になっている。
「ギャルの鉄則」なるものを信条としている。MAX清川の裁判まで偽首領パッチとともに参加していたことから、河童に「まだいたの？」と突っ込まれていた。
原田カオス
声 - 平井啓二
ボーボボのオーラなど色々な所に度々出演するバーコードハゲのおじさん。
妻の名はたえ子。娘の名はよし江。出演によっては息子が居る場合もある。
忠のバトルアーマー、カオス・オブ・オデンの一部。
信のパワーに目覚め、信のバトルアーマー、スターダスト・モス・ファイヤー（首領パッチ）を装備したが、アーマーの裏切りにより死亡する。
その後、「生き返りたい」と強く願ったことにより妖精として生まれ変わり、ボーボボと首領パッチを励ますものの、ボーボボに食べられてしまう。それによってボーボボは不死鳥フェニファルコに変身したが、結局役に立たずに元に戻る。
全てを風水で決めているが、東と西を間違えているらしい。
ドラゴン（ボーボボ）
ラジオマンから現れた巨大なドラゴンになったボーボボ。
卵を産み毛狩り隊のキバハゲを孵化した。元の姿に戻り、皆の思いに答えるも審判から「ストライクゲームセットペンキンズ退場即刻退場」の審判を受けしょんぼり戻ってきた。
リンリンモンキー
OVERの大砲から現れた猿。
頭に電話を乗せており、それを利用した呼び鈴で相手の鼓膜を破る。
微妙に首領パッチじゃない人
スズのテレポートによってボーボボに担がれた人。
顔は首領パッチの面影があり、首から下は黒タイツ。
なお、ちゃんと首領パッチ本人はいた。
天の助と首領パッチのダブルマグナムをヘッポコ丸共々食らってしまう。畳を数えるのが早い。
バスケをやりたい動物
顔がおっさん気味のカンガルーみたいな動物。
ナイトメアの悪夢により子供ボーボボの夢から現れた。
バスケをやりたがっていたが実際に行ったのはバケットボールサイズのキャッチボールだった。
マグロの切り身
声 - 青野武
見た目は普通のマグロの切り身。
聖地エターナルのスーパーでボーボボに修行をつけ、ボーボボにスーパージャンパーを授けたが、ボーボボにお菓子コーナーに置かれて腐って死亡した。
澤井啓夫
ボボボーボ・ボーボボの作者澤井啓夫本人。
最後のあたりで、首領パッチとところ天の助に「俺を活躍させろ」と鞭を打たれマンガを書かされていた。
サングラスをかけたヒヨコの姿（本人いわく、「ヒヨコにならないとギャグが思いつかないから」）。
漫画ではクリスマスにハガキを書いていた寂しい過去をボーボボに暴露された。

### ボーボボの体内にいる人々
鼻くそ
ボーボボの鼻の中に住む鼻くそたち。
多人数存在し、全員意思を持つ。原作ではリアルな鼻くそをイメージしたデザイン。
アニメでは規制の都合上、鼻くそというよりはパチンコ玉のようなデザインとなっていた。
鼻くそ隊長
声 - 濱野雅嗣
ボーボボの鼻の中に住む鼻くそたちのリーダー。
果敢にもハーゲンの鼻の中に突入しようとするが、指で弾かれる。キング鼻毛を目覚めさせた。
おやじ（小親父）
声 - 服巻浩司
ボーボボの鼻の穴を開閉する役目を担っている。
ボーボボがパワーアップした際には何故か3人に増えていた。
『9極戦士ギャグ融合』では、カード屋の商売をしている。
のどちんボ
ボーボボののどちんこ。序盤に登場。
謎の男（ついてきな）
第1話ラストでボーボボのアフロから現れた。
ボーボボの代わりにビュティに「ついてきな」と言う。
アニメには出てこなかったが、代わりに小親父が「ついてきな」と言う。
リス夫、リス美
声 - 藤本たかひろ、陰山真寿美
ボーボボの頭の中に住んでいるリスのカップル。
初登場時は別れ話をしていたがすぐに仲直りした。
真説では子供が誕生している。
ポチ
声 - 三宅健太
いぬ党から立候補した犬。
汚職事件が多発する日本の将来を案じ、いぬ党から立候補したが、0票で落選した。
ポチの秘書
声 - 高塚正也
いぬ党から立候補したポチの秘書。
ツッコミ担当でそのツッコミは厳しい。
パイロット
声 - 菅沼久義
首領パッチ戦にてボーボボを操縦していた人物。
まだボーボボの操縦に慣れていないらしく、首領パッチ手裏剣アタックの前に手も足も出なかったが、破れかぶれで出した必殺技、ボーボボ合体によって、なんとか首領パッチを撃破した。
カズタカ
声 - 私市淳
ビジュアル系バンド「スカッシュ」のボーカル。
ボーボボのアフロで解散ライブを行った。幾つか曲がある。何故かファンが多い。
若小妻、若小夫
声 - 山下絵里香、中尾良平

小将軍
声 - 高塚正也
ボーボボの整備士
メカ化したボーボボを整備していた人々。
ビュティに攻撃したが、やり返されて逃げ惑っていた。
ハナクソ長
声 - 濱野雅嗣
ボーボボの鼻の中に住むハナクソたちの長老。
リーダーより親父感のある顔で髭がある。
KING鼻毛さんを目覚めさせた。
岡っ引き
声 - 服巻浩司
ボーボボのアフロの中にいる岡っ引き。
「御用だ」が口癖。妖怪歯磨きセットをひっとらえたりもした。
妖怪歯磨きセット
声 - 鈴木琢磨、阪口大助、太田真一郎
歯ブラシ、歯磨き粉、コップからなる3兄弟の妖怪。
長兄（たぶん）の歯ブラシは、ボーボボによって歯ブラシとしての幸せを思い出させられ、改心した。
四角・形の助
声 - 千葉一伸
本名は三・角ノ助。
生まれも育ちも顔の形パーツも三角。何故か妹は正方形。
大統領（アニメでは防衛隊隊長）
地球ボーボボの国の大統領。
侵略しに来た宇宙人に対し、核（アニメでは最終兵器（巨大なパチンコ））で対抗したが、その結果地球ボーボボが大ダメージを受けてしまった。原作ではウサギ柄の帽子と服を着用している。
後藤
声 - 中尾良平
ボーボボのアフロの中から出てきた男。
来週からは佐藤らしく、週ごとに名前が変わる模様。
また、『真説』でボーボボのアフロの中から登場。
金田たつじ
声 - 田中大文
神奈川県立桜山商業高校の3年生。
全国一のディフェンスを誇るS・D・C（桜山ディフェンスクラブ）の主将。
好きなアイドルは本田美奈子。
また、『真説』でボーボボのアフロの中から登場。
池田
S・D・Cの部員。背番号は7。
大学進学を決めた。
宮前
S・D・Cの部員。背番号は11。
大学進学を決めた。
押田
声 - 檜山修之
S・D・Cの部員。背番号は4。
就職を決めた。
リス二郎
声 - 小栗雄介
ボーボボの頭の中に住んでいるリス夫の先輩。
NBAの選手
常にガムを噛んでいて、ロシア人の悪口を言うと怒る。
アニメではダンクシュートが入らなくて怒る。
インド人
声 - 小嶋一成
カレーパンを勝手に食うと、すごく怒る。
ブサイクなネコ
声 - 岡本寛志
ボーボボのアフロの中から出て来たネコ。
ボーボボと共にチューの助を捕まえようとしたがボーボボとの意思疎通ができておらず、ケンカ両成敗で一緒に倒される。
ボーボボ司令室
ボーボボの体内の司令室にいるオペレーター。数人いる。
武藤遊戯（闇遊戯 本人）
原作のみ。ボーボボの頭から出て来たすごい人。
オシリスの天空竜を召喚した。
『遊☆戯☆王』の原作者高橋和希との合作がかなったために登場した。
澤井啓夫の書いたオシリスの天空竜
原作のみ。ボーボボの頭から登場した遊戯さん（本物）により召喚された。
ビュティたちいわく「作者の画力が追いついてない」。しかしその圧倒的な力は健在でハレクラニに超伝導波 サンダーフォースをくらわせた。
ニンテンドーDS専用ソフトの『ジャンプスーパースターズ』でも、タッグ技で澤井版オシリスの天空竜という技で登場している。
トゲ
声 - 太田真一郎
首領パッチのトゲ。
ボーボボの鼻毛真拳奥義「トゲ栽培」により生物にされたもの。何故か手足はマッチョ。
百合魔人と対峙したがあっさり負ける。麻雀（アニメではトランプ）なら勝てるらしい。
やす子
声 - 斉木美帆
OLの服を着た中年女性。
ネイルアート歴5年。
鮮血のガルベルの“蛇爪”に「ビューティフルネイルライフ」技でネイルアートを施した。蛇爪はかなり気に入ったようで、戦闘の意志がなくなった。
アレキサンダーさん
声 - 太田真一郎
蜘蛛がデフォルメされたようなデザインで、角ばった頭に可愛いキバが特徴。
裏マルハーゲ帝国が地上に出て暴れまわったため、「マジギレ」を言動で表した。
ボーボボによるとアレキサンダーさんの怒りは、ボーボボ自身の怒りも表す。